# Ронал-варвар
«Ронал-варвар» (дан. Ronal Barbaren) — данський комп'ютерний анімаційний фільм, світова прем'єра якого відбулася 29 вересня 2011 року, а в Україні — 1 грудня 2011 року. Мультфільм вийшов у форматі 3D. Вийшов на студії Einstein Film. Касові збори в світі склали 2 403 409$, а в Україні 43 706$ (345 903 UAH).
Фільм пародіює варварів та інші стереотипи фантастики про меч і чари, рольові ігри та фентезійні фільми, серед яких «Конан-варвар» і «Підземелля та дракони», з нахилом до буму фентезі 1980-х років і його асоціації з традиційним «важким металом».

## Сюжет
На початку анімаційного фільму розповідається легенда про походження варварів. Колись за давніх часів їх поневолив могутній демон Заал. І лише наймогутніший воїн світу Крон зумів йому протистояти, вразив того своїм мечем. Але водночас демон у битві смертельно поранив у самісінське серце Крона. Коли Крон помирав протягом семи днів, сотня воїнів п'ють його кров, щоб отримати його силу, ставши першими варварами — наймогутнішими воїнами у світі.
Через 10 000 років клан варварів став найсильнішим і найсміливішим кланом у світі, за винятком головного героя фільму Ронала, слабкого, але розумного варвара, який не вміє розмахувати сокирою чи битися, через що постійно піддається глузуванням з боку інших варварів. У дитинстві він залишився без батьків і виховується дядьком. Ронал вирішує бути спостерігачем клану. Це відносно легка робота, оскільки ніхто не наважується напасти на них.
Якось, напередодні чергового походу варварів, до них у село приїжджають музиканти: бард-майстер Флоріан та його учень — Алібер. Того ж вечора, під час бенкету, варвари знову починають знущатися з Ронала. Засмучений він хоче побути на самоті, тому йде з бенкету і замінює свого дядька на посту вартового. Його дядько нагадує Роналу, щоб у разі небезпеки він щосили дудів у сигнальну трубу. Поки варвари бенкетують, Ронал помічає армію, яку очолює злий лорд Волказар. Він намагається засурмити в попереджувальний ріг, але його легені надто слабкі тому хлопцю не вдається подути досить голосно.
В результаті варвари не помітили наступу ворога й були заскочені зненацька. Під час битви дядько Ронала отримує смертельне поранення. Усіх варварів, крім Ронала та мандрівного барда Аліберта (оскільки вороги, подивившись на них, взагалі не повірили, що вони варвари) беруть у полон війська лорда Волказара. Дядько Гундар помираючи говорить Роналу, що тепер вся надія на нього, тому він повинен звільнити полонених варварів. Також дядько заповідає йому піти на північ до шамана, який має допомогти.
Ронал наступного дня вирушає до шамана за допомогою, і Аліберт вирішує супроводжувати його. Оракул розповідає, що Волказар носить магічний обладунок і єдиною зброєю, здатною вбити його, є меч, яким Крон знищив Заала, яким повинен володіти безстрашний воїн. Ронал збентежений, адже меч Крона був загублений понад тисячу років тому. Тим часом Алібер, бажаючи потішити Ронала, співає кронову сагу. Раптом, слухаючи текст саги, Ронал дізнається, що меч Крона був похований разом із самим Кроном, а шлях до могили Крона вказаний у книзі знань, що зберігається в бібліотеці міста Ельвенгард в ельфійському королівстві. По дорозі туди, вони натикаються на купу мертвих чоловіків і на їх вбивцю, якою виявляється діва-воїтелька Зандра з давнього племені войовничих дів, здатна будь-якого воїна, який намагається кинути їй виклик. Алібер відразу пропонує їй вирушити з ними, Зандра спочатку відмовляється. Тоді Ронал зі сльозами благає дівчину пощадити йому життя для спасіння варварів, і вона неохоче погоджується, оскільки він не гідний суперника. Утрьох вони йдуть до Брутанії, шукаючи провідника до Ельвенгарда.
У Брутанії вони знаходять провідника — ельфійського лучника Елріка, який погоджується вести їх. Тут же Ронал, випадково вплутується в бійку, у розпал якої, у пошуках Ронала, з'являються воїни Волкозара, проте Зандра їх долає, після чого Ронал, Алібер, Елрік та Зандра втікають.
Елрік веде їх до воріт ельфійського королівства, небезпечного кам'яного проходу. Ронал наполягає на тому, щоб обійти, розгніваючи духів, що охороняють ворота, які влаштували пастку, майже розчавивши їх. Зандра сердито бурчить на Ронала за те, що він уникає проблем замість того, щоб їх вирішувати. Ронал вирішує прокрастися всередину вежі мудрості, де розміщена бібліотека, а не битися з охоронцями. Так він використовує зілля невидимості, щоб залишитися непоміченим, хоча зілля не приховує його яєчок. Хлопцеві вдається знайти книгу мудрості і вирвати звідти сторінку в якій вказано місце розташування гробниці Крона. Проте по дорозі назад він все-таки видає себе, утім йому таки вдається втекти.
Перейнявшись вчинком Ронала, Зандра починає відчувати до нього симпатію. Вона розповідає йому, що в себе на батьківщині, згідно з звичаєм, вона повинна вийти заміж за того, хто її здолає, але нікому цього ще зробити не вдалося. Саме тому вона її відправили в подорожі, щоб знайти сильного чоловіка, здатного перемогти її і взяти за дружину. Тому вона розраховує, що серед варварів і знайдеться хтось, хто зможе її здолати. Несподівано на них нападають вояки Волкозара на летючих тварях. Ронал відповідає їй, що поразка — це не те, що таке кохання, і у них є романтичний момент, коли вони зізнаються, що їм подобається спілкуватися одне з одним.
Зандру раптово захоплюють солдати Волказара. Роналу та Аліберу вдається втекти, але вони потрапляють у полон до амазонок, яким потрібні чоловіки для спарювання (судячи з усього, Ронал займався сексом з кількома дівчатами одночасно, оскільки його призводять до Алібера знесиленим). Однак Ронал, пам'ятаючи про Зандру, втікає, а Алібер, якому подобається бути в компанії великої кількості дівчат, залишається, але незабаром він усвідомлює свою помилку і теж втікає. Амазонки піднімають тривогу, але Алібер вдається сховатися і до того ж він знаходить Елріка.
Тим часом полонена Зандра вступає в запеклий бій з Волкозаром і той перемагає її завдяки своїй силі та непробивної броні. Після чого оголошує, що тепер згідно з законами її племені, вона належить йому, змушуючи її коритися йому. У цей час Ронал добирається до гробниці Крона і там знаходить меч, але випадково впускає його. З'являється Зандра і неохоче передає Волказару випущений меч. Вовказар полонить Ронала та забирає меч Крона. Привівши Ронала у своє лігво, Волкозар каже йому, що один раз на десять тисяч років, демону Заалу доступний вихід у цей світ, і Волкозар має намір принести йому жертву — кров усіх синів Крона, усіх варварів, а натомість отримати безмежну силу і захопити весь світ. Тому його кров і кров інших варварів використовуються для воскрешення Заала, який поєднує свою силу з Волказаром, перетворюючись на форму демона Заала.
Перед жертвопринесенням усіх варварів, у тому числі й Ронала, приковують до стовпів перед вівтарем. Тим часом Алібер та Елрік, переодягнувшись у обладунки воїнів, проникають до місця церемонії, і там Алібер знаходить меч Крона і з його допомогою звільняє Ронала та всіх варварів. Звільнені варвари вступають у бій із воїнами Волкозара, а сам він наказує Зандрі вбити їх усіх. З Зандрою в бій вступає й Ронал. Він освідчується їй у коханні і просить її одуматися. Так дівчина відмовляється вбити когось, хто дійсно піклується про неї. Ронал атакує Волказара мечем Крона і встигає вдарити у те саме слабке місце на його черепі, що колись зробив Крон, знищивши Волказара та Заала. Тим часом Волкозар, принісши жертву, набуває силу Заалу і перетворюється на величезного демона. Алібер, знову згадуючи текст кронової саги, говорить Роналу, що єдине вразливе місце Волкозара відмітина на лобі, яку потрібно вразити мечем Крона.
Ронал, осідлавши одну з летючих тварин, підіймається на голову демона і в ході тривалого бою, в якому йому допомагає Зандра, яка вже зрозуміла, що не має наміру служити Волкозару, а також інших варварів, встромляє меч Волкозару точно між очима і вбиває його, але при цьому він непритомніє. Варвари гадають, що Ронал загинув, але несподівано до нього повертається свідомість. Поки варвари святкують перемогу, Зандра цілує Ронала, заявляючи, що їй більше не потрібен воїн, щоб перемогти її, оскільки Ронал уже підкорив її серце. Зандра освідчується Роналу в коханні. Вони повертаються до варварського села, де одружуються. Фільм закінчується бенкетом, на якому Варвари визнають Ронала найкрутішим варваром.

## Пародії
Мультфільм пародує традиційні фентезійні сюжети, і насамперед — сагу про Конана-варвара . У разі, головний герой представлений прямою протилежністю Конана. Він виглядає як немічний невдаха, геть-чисто позбавлений сили, харизми, відваги та якостей лідера. Однак йому вдається знайти в собі силу здолати внутрішній страх і впоратися з фактично непереможним противником. Його супутник, бард Альберт, своєю тягою до жіночої статі висміює Любистка із саги «Відьмак». Зовнішність Волказара нагадує одночасно Саурона з екранізації « Володаря кілець» та Дарта Вейдера; тварюки, на яких літають його солдати, нагадують тих, на яких літали назгули «Володаря кілець», також є кілька сцен із «Братства Кільця».
Ельф — супутник головного героя — пародує класичні образи ельфів Толкієна та Dungeons&Dragons . Величезні статуї Стражів Елвенгарда — пародія на статуї гондорських королів з Братства Кільця. Елвенгард — пародія на міста толкінівських Вищих Ельфів. Також, коли Ронал гортає книгу на вершині вежі в Елвенгарді, то на одній із сторінок можна помітити зображення Єдиного Перстн із «Володаря кілець». Зовнішність Заалу схожа на Діабло з однойменної гри та Балрога з легендаріуму Толкіна, а королева амазонок — пародія на американську акторку Дебору Реннард, відому глядачам пострадянського простору за фільмом «Самоволка» з Жаном Клодом Ван Даммом у головній ролі. Машина, що захоплювала варварів, нагадує труповозку з Warcraft . Птах, що шукає сина Крона (Ронала) — пародія на нюхачів з «Ріддіка». Бар, у якому Ронал знаходить провідника, за назвою та з вигляду — пародія на бар із Тарантинівського «Від заходу сонця до світанку».

## Ролі озвучували
- Андерс Юль — Ронал
- Хаді Ка-Куш — Альберт
- Лерке Вінтер Андерсен — Зандра
- Браян Лукке — Елрік
- Ларс Міккельсен — Вовказар
- Пітер Од — Гюндар
- Ларс Бом — Горак
- Оле Теструп — Оракул
- Пребен Крістенсен — Майстер Флоріан
- Оле Ернст — оповідач
- Бриджит Нільсен — Королева Амазонок

Переклад анімаційного фільму українською багатоголосовий закадровий ДіАр на замовлення Нового каналу в 2011 році.